# A Casinca
A Casinca è un formaggio della Corsica prodotto nella microregione della Casinca nella Corsica settentrionale a sud di Bastia.
È prodotto con latte di capra ed è stagionato da uno a tre mesi, è un formaggio dolce con il retrogusto di nocciola.